# Julio Saraceni
Julio Saraceni (Buenos Aires, 10 de outubro de 1912 — Buenos Aires, 12 de outubro de 1998) foi um cineasta e roteirista argentino. Foi um dos fundadores da associação Directores Argentinos Cinematográficos em 1958.

## Filmografia
- Los superagentes contra los fantasmas (1982)
- Buenos Aires tango (1982)
- Contacto en Argentina (o Alejandra, mon amour) (1980)
- Patolandia nuclear (1978)
- La obertura (1977)
- Te necesito tanto, amor (1976)
- Carmiña: Su historia de amor (1975)
- Rolando Rivas, taxista (1974)
- Allá en el Norte (1973)
- El deseo de vivir (1973)
- Vuelvo a vivir, vuelvo a cantar (1971)
- Joven, viuda y estanciera (1970)
- El novicio rebelde (1968)
- Villa Cariño (1967)
- El glotón (1967)
- Patapúfete! (1967)
- Muchachos impacientes (1966)
- Disloque en el presidio (1965)
- Esta noche mejor no (1965)
- Cuidado con las colas (1964)
- El gordo Villanueva (1964)
- Cleopatra era Cándida (1964)
- Alias Flequillo (1963)
- Cuando calienta el sol (1963)
- El mago de las finanzas (1962)
- Cristóbal Colón en la Facultad de Medicina (1962)
- La maestra enamorada (1961)
- La hermosa mentira (1958)
- Del cuplé al tango (1958)
- Marta Ferrari (1956)
- El satélite chiflado (1956)
- Catita es una dama (1956)
- Un novio para Laura (1955)
- Más pobre que una laucha (1955)
- Los peores del barrio (1955)
- Veraneo en Mar del Plata (1954)
- La edad del amor (1954)
- Por cuatro días locos (1953)
- La mejor del colegio (1953)
- Bárbara atómica (1952)
- La última escuadrilla (1951)
- El hermoso Brummel (1951)
- Buenos Aires, mi tierra querida (1951)
- La barra de la esquina (1950)
- Alma de bohemio (1949)
- Nace la libertad (1949)
- El misterio del cuarto amarillo (1947)
- Cumbres de hidalguía (1947)
- La caraba (1947)
- María Celeste (1945)
- Los tres mosqueteros (1946)
- Nuestra Natacha (1944)
- La importancia de ser ladrón (1944)
- La intrusa (1939)
- Noches de Carnaval (1938)
- Fórmula secreta (1937)